# Honda Civic (шосте покоління)
Honda Civic шостого покоління — автомобіль, що випускався компанією Honda з 1995 по 2000 рік. Він був представлений у 1995 році з 3-дверним хетчбеком, 4-дверним седаном і 2-дверним купе, копіюючи модельний ряд свого попередника. Civic шостого покоління залишився передньопривідним, але пропонувалось два нових 1,6-літрових 4-циліндрових двигуни та нову безступінчату трансмісію (CVT) на моделі HX. Купе і седан на 58 мм, а хетчбек на 109 мм довші ніж Civic попереднього покоління.
На заміну хетчбеку Honda Concerto в Європі також випускався 5-дверний хетчбек, але ця модель, хоч і використовувала ті самі риси дизайну, що й решта Civic, була досить відмінною. Це була версієя хетчбека Honda Domani, поділяючи платформу Honda Domani, яка була спорідненою з Honda Civic п'ятого покоління (EG/EH/EJ). Honda Domanii замінив версію седана Concerto в Японії, а версію седана Concerto було безпосередньо замінено седаном Civic шостого покоління на інших ринках. Також було представлено два універсали: для японського ринку (JDM) Orthia, заснований на седані/3-дверному хетчбеку Civic, і 5-дверний хетчбек, оснований на базі Honda Domani, що продавалась, як Civic Aerodeck, у Європі. Жоден з цих універсалів не пропонувався в Північній Америці. 5-дверний хетчбек Civic також став основою для Rover 400 1995 року, хоча 4-дверна версія седана Rover досить сильно відрізнялася від Domani.
Представлений в 1995 році Honda Civic отримав нагороду «Автомобіль року в Японії», що стало третьою подібною перемогою для моделі.

## Комплектації та обладнання (Північна Америка)

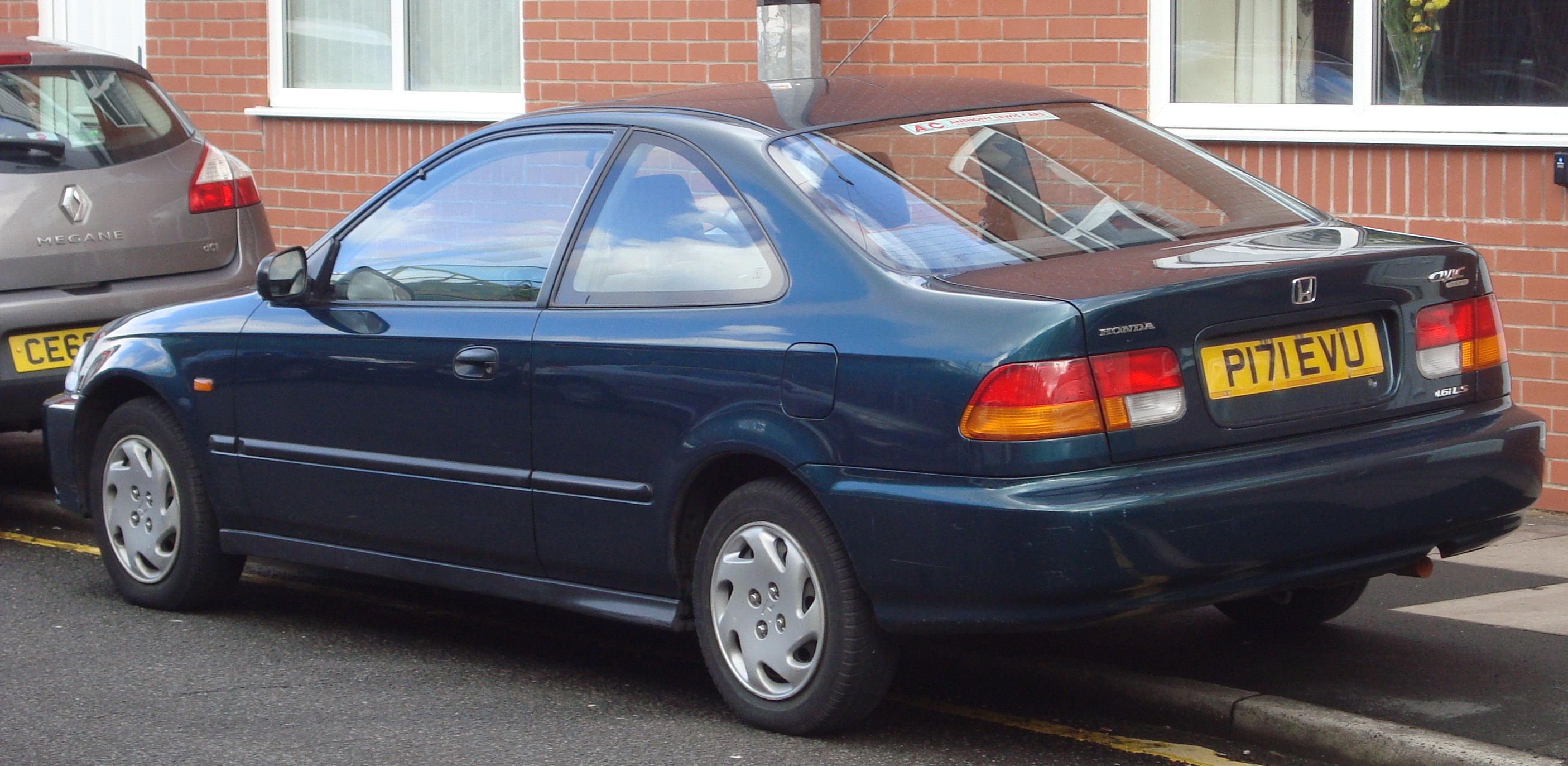
Купе (дорестайлінг)

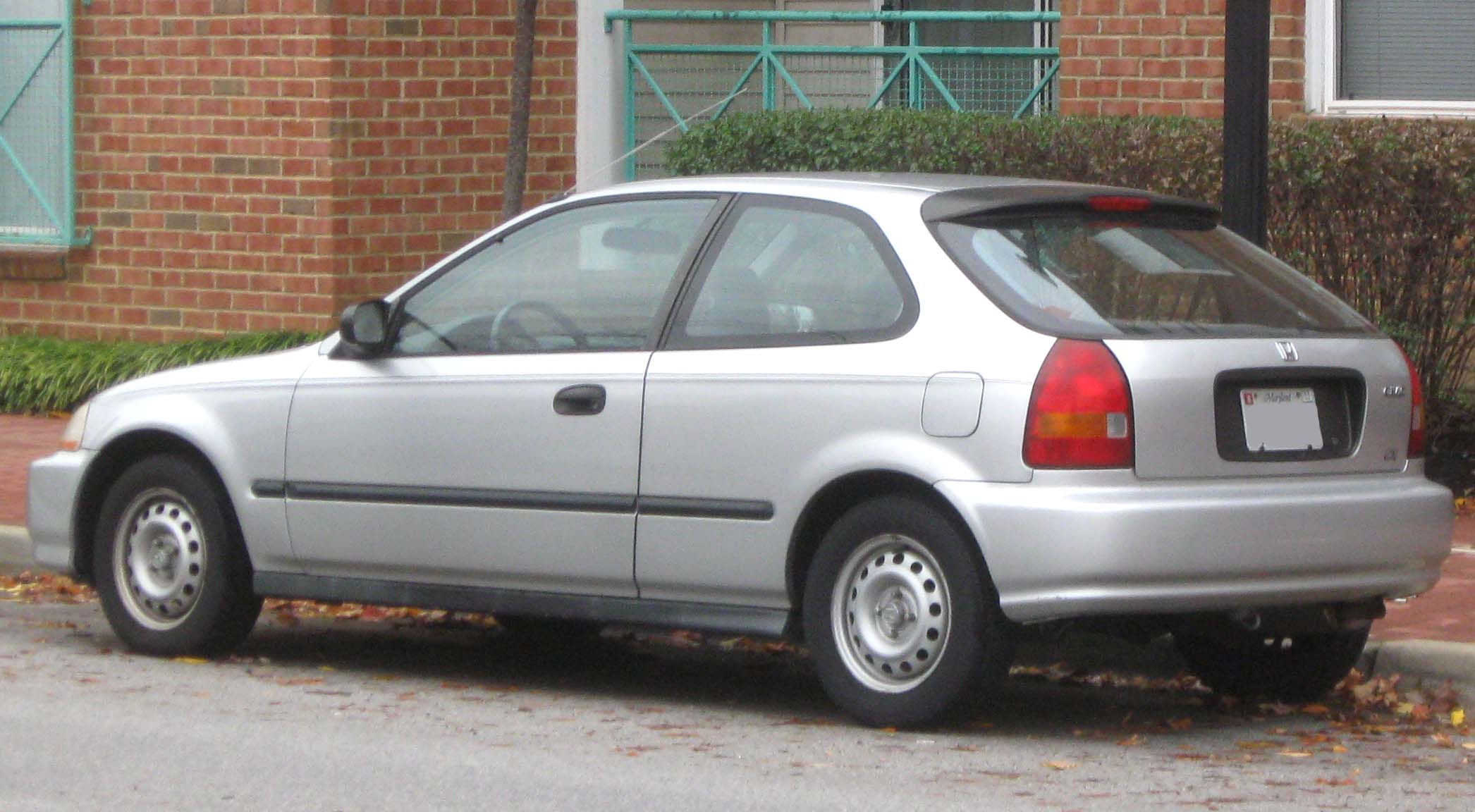
Хетчбек (доресталінг)

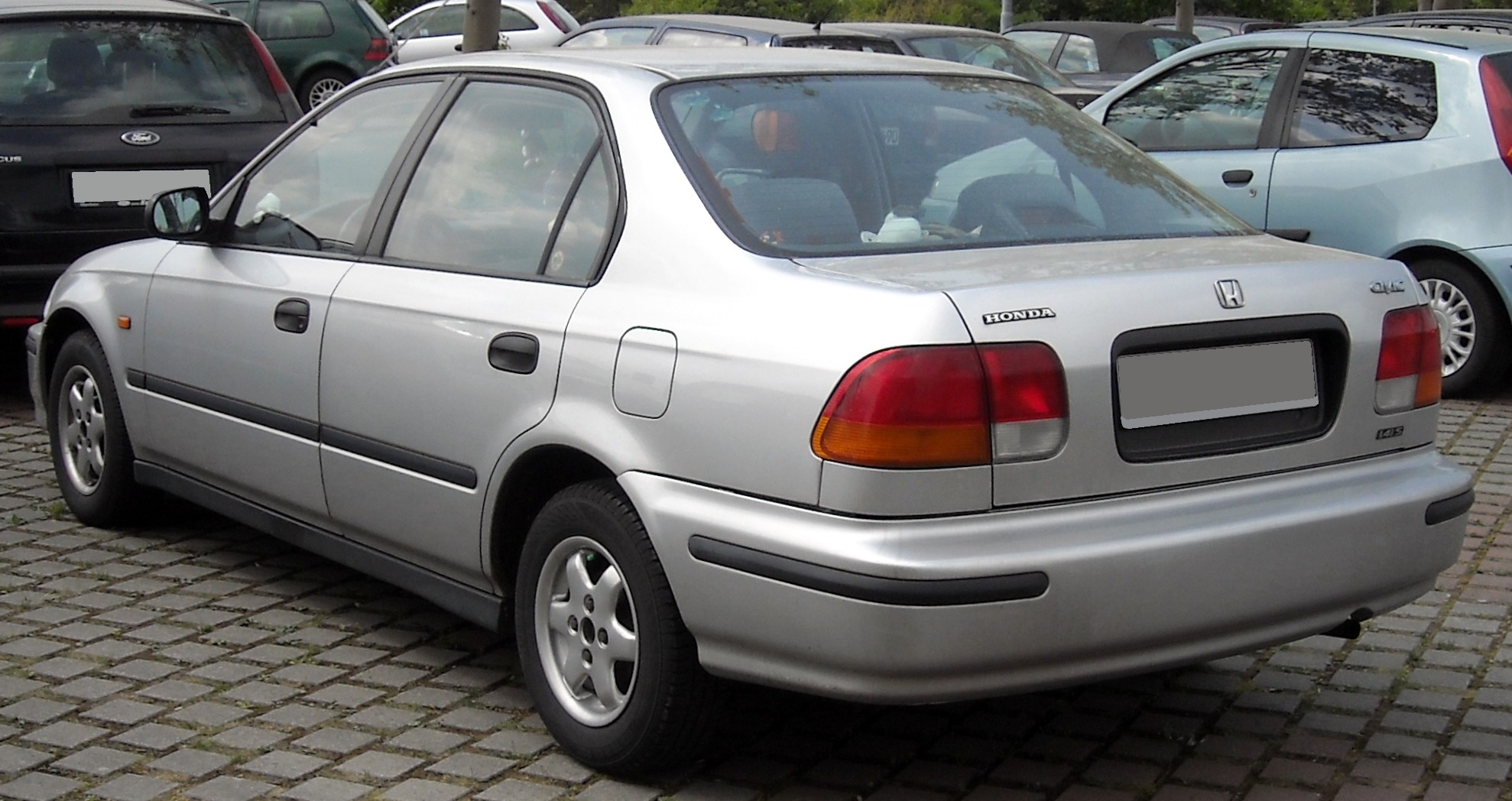
Седан (доресталінг)

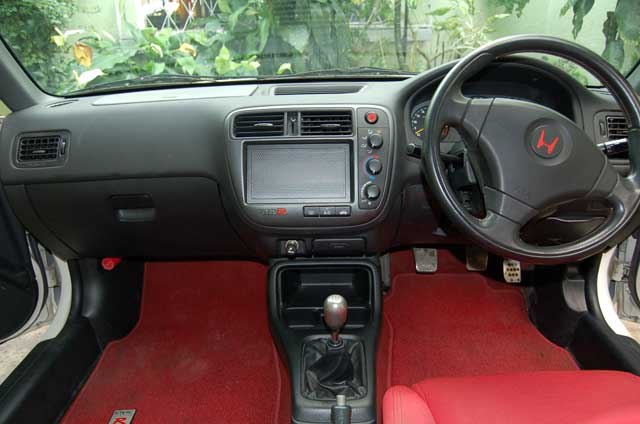

Купе: комплектаціями, доступними для кузова типу купе, були: EJ6 (US DX, Canadian DX і DX-G), EJ7 (US HX), EJ8 (US EX, Canadian Si) і EM1 (тільки 1999 і 2000; US Si, Канада). SiR, австралійський VTi-R.
Хетчбек: варіанти комплектації, які були доступні в кузові хетчбек: EJ6 (CX і DX для США, CX/CX-G/DX/SE для Канади), EJ9 (модель SOHC 1,4 л), EK1 (модель SOHC VTEC-E 1,5 л).), EK2 (модель 1,3 л), EK3 (модель 1,5 л SOHC VTEC-E), EK4 (модель SiR для Японії, Європи SiR та/або VTi, VTi-R для Австралії та Нової Зеландії), EK6 (модель SOHC 1,6 л для Японії), EK7 (японська модель 1,6 л SOHC) і EK9 (японська модель Type R).
Седан: комплектаціями, доступними для кузова седан, були: EJ6 (US DX/LX/VP, Canadian EX/LX), EJ8 (US EX), EJ9 (модель 1,4 л SOHC), EK1 (модель 1,5 л SOHC VTEC-E), EK2 (1,3-літрова модель), EK3 (1,5-літрова модель SOHC), EK4 (японська Si, європейська SiR та/або VTi), EK5 (японська 1,6-літрова модель SOHC 4WD), EK8 (японська модель 1,6-літрова SOHC) і EN1 (США GX).
CX : базовий пакет комплектації, доступний лише як хетчбек. Обладнаний дуже скромно (без стандартної автомагнітоли чи підсилювача керма), він був оснащений 13-дюймовими колесами, підвіскою на подвійних важелях, двома подушками безпеки, роздільним/складним заднім сидінням і для п'ятимісним салоном. У 1997 році CX отримав 14-дюймові колеса як стандартне обладнання. У 2000 році CX також отримав кермо з регулюванням нахилу як стандартне обладнання.
DX : доступний як хетчбек, купе або седан. Він включав усе стандартне обладнання від CX, а також кермо з регулюванням нахилу і радіоприймачем AM/FM. Гідропідсилювач керма був стандартним для всіх седанів, а також для купе при замовленні комплектації з автоматичною коробкою передач. У 1997 році DX отримав14-дюймові колеса як стандартне обладнання.
LX : доступний лише як седан. Він включав усе стандартне обладнання від DX плюс: 14-дюймові колеса, електричні склопідйомники, електричні замки, електропривод дзеркал, гідропідсилювач керма, передній стабілізатор поперечної стійкості, передній центральний підлокітник із відділенням для речей, освітлення багажного відділення, круїз-контроль і тахометр. У 1997 році LX також отримав кондиціонер як стандартне обладнання.
HX : доступний лише як купе, цей пакет обладнання був спеціально розроблений для підвищення паливної ефективності. Це була єдина комплектація, доступна з CVT (безступінчатою коробкою передач), хоча клієнти також могли вибрати 5-ступінчасту механічну коробку передач. Він включав усе стандартне обладнання від DX, а також 4-циліндровий двигун VTEC-E, потужністю 115 к.с. (86 кВт), легкосплавні диски 14 дюймів, електросклопідйомники, електрозамки, гідропідсилювач керма, тахометр.
EX : доступний як купе або седан. Він включав усе стандартне обладнання від LX плюс 1,6-літровий 16-клапанний 4-циліндровий двигун SOHC VTEC D16Y8 потужністю 127 к.с. (95 кВт), люк з електроприводом, кондиціонер, круїз-контроль, систему дистанційного доступу, а також бічні дзеркала та бічні молдинги в колір кузова. ABS була стандартною лише для седана та опціонально для купе, якщо вона була оснащена автоматичною коробкою передач. У 1999 році EX також отримав програвач компакт-дисків як стандартне обладнання.
GX : Представлений у 1997 році та доступний як седан лише для автопарків, цей пакет обладнання був спеціально розроблений для роботи на природному газі..
VP : представлений у 1998 році та доступний лише як седан, ця комплектація була розроблена як ще більш оснащена версія ніж DX. Вона включав усе стандартне обладнання від DX плюс автоматичну коробку передач, електрозамки, програвач компакт-дисків, кондиціонер, безключовий доступ і спеціальну фарбу.
Більшість комплектацій мали стандартне AM/FM-радіо на центральній приладовій панелі з РК-дисплеєм з підсвічуванням (за винятком CX), але касетний програвач або програвач компакт-дисків були доступні через опції, встановлені дилером, і були встановлювався в передній частині консолі та був прихований від очей, коли підсклянник був відкритий. Комплектація EX стандартно оснащувалась касетним програвачем. Ділери також пропонували касетні AM/FM і CD AM/FM автомагнітоли замість стандартного радіо. Усі автомобілі були обладнані чотирма динаміками (за винятком купе EX, яке включало два додаткові високочастотні динаміки, розташовані на передніх дверях), радіопроводкою (підготовкою) та антеною незалежно від того, чи було в них радіо.

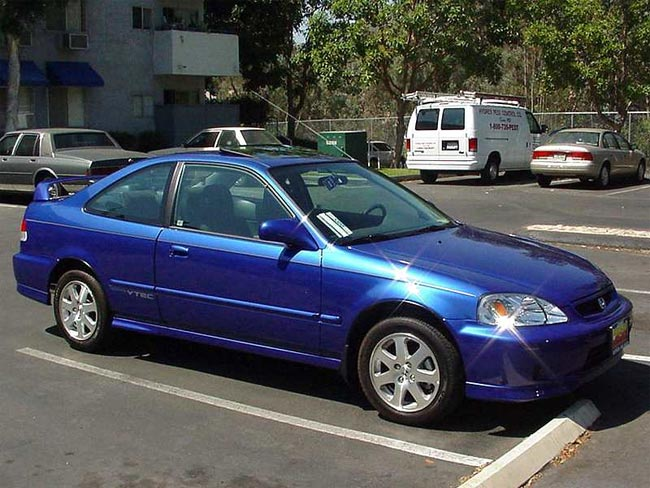
Honda Civic Si 1999 року випуску

Si : Civic Si повернувся до модельного ряду в 1999 році (у Канаді позначається як SiR), доступний лише як купе. Із запровадженням значка VTi в Європі та значків SiR і Type R в Японії для спортивних варіантів Civic, Si став насамперед спеціальним значком для США, брендова тенденція, якого триватиме в наступних поколіннях Civic. Із розгоном 0-60 миль/год (97 км/год) за 7,1 секунди, комплектація Civic Si 1999 року включала в себе 1,6-літровий 4-циліндровий двигун DOHC VTEC B16A2, який виробляв 160 к.с. (119 кВт) при 8000 об/хв і 150.5 Н'ютон-метр крутного моменту при 7000 об/хв. Незважаючи на схожість силової установки з Honda del Sol VTEC, Civic Si отримав деякі помітні відмінності, серед яких: збільшений корпусу дросельної заслінки, покращений впускний колектор, посилені шатуни, поршні з низьким тертям, високим вмістом кремнію, повністю виважений колінчастий вал і вихлопну система з трубами більшого діаметру. Завдяки хорошій економії палива (27/31 миль на галон по місту/шосе (8,7/7,5 літрів на 100 км по місту/шосе) і популярнішій формі кузову-купе, цей пакет комплектації отримав прихильників, незважаючи на короткий цикл виробництва.
Зміни, порівняно зі стандартним Civic, включали більш жорсткі пружини зі змінною жорсткістю, більш жорсткі передні та задні стабілізатори поперечної стійкості, а також розпіркою стійок, що сприяло більш плавній їзді на поворотах. Він був доступний лише з п'ятиступінчастою механічною коробкою передач, вихлоп був збільшений до 2 1/4 дюйма, щоб зменшити зворотний тиск, стандартне обладнання також включало дискові гальма. Зовнішні естетичні зміни в порівнянні з комплектаціями LX/EX були мінімальними, а пакет обробки Si з нижчим профілем і ширшим 15-дюймовим пакетом коліс/шин, тонким спойлером, пофарбованими бічними порогами та значком Si. Si був доступний лише в трьох кольорах кузова: Electron Blue Pearl, Flamenco Black Pearl і Milano Red. Були електрозамки, електросклопідйомники, CD-програвач, круїз-контроль, кондиціонер, люк з електроприводом і гідропідсилювач керма. Що стосується інтер'єру, шосте покоління Si також мало регулювання нахилу нижньої подушки, шкіряне кермо, дистанційний безключовий доступ та червоні прилади з написом Si.

### Канада
Канадські комплектації були в основному схожі на американські, хоча і з іншими позначеннями. Канадські седани Civic випускалися як LX, EX і SE, що приблизно відповідає американським DX і LX; канадського еквівалента американського седана EX під маркою Honda не було — на канадському ринку це місце займала лише Acura EL. Канадські купе Civic поставлялися в комплектаціях DX, Si та SiR, еквіваленті DX, EX та Si у Сполучених Штатах. Лише седан EX, купе Si і купе SiR мали електрозамки та електросклопідйомники, купе Si та SiR були єдиними канадськими комплектаціями Civic з люком з електроприводом. Усі седани та купе мали загальний пакет опцій, який додавав кондиціонер і антиблокувальну систему гальм. Хетчбеки, доступні лише в комплектаціях CX і DX, продавалися як економні автомобілі ; як і в США, вони не мали жодних зручностей інших комплектацій у лінійці Civic, навіть як опції. Усі седани, купе та хетчбек DX мали дві передні подушки безпеки ; тоді як хетчбек CX мав лише подушку безпеки з боку водія.
Канадські комплектації SiR і Si включали ABS і дзеркала з підігрівом, що краще відповідало канадському клімату довгих зим, чого не було в комплектаціях American Si. Канадський SiR також був доступний у кольорі New Vogue Silver Metallic, який не був доступний для американської версії Si.
Хетчбек Civic DX Special Edition (SE) був спеціальним комплектацією, випущеною лише для 2000 року. Автомобіль був схожий на канадський хетчбек DX, але мав додаткові стандартні функції, включаючи 14-дюймові колеса (ідентичні додатковим колесам на японському ринку, починаючи з попереднього покоління Civic, і подібні за дизайном до 15-дюймових коліс Integra), бічні дзеркала та бічні молдинги в колір кузова, центральне крило та спеціальний значок на задній частині.

## Рестайлінг
У 1998 році для 1999 модельного року Civic отримав деякі оновлення як для інтер'єру, так і для екстер'єру. Ці модифікації можуть відрізнятися залежно від країни походження автомобіля. Наприклад, у деяких європейських країнах не було змінено дизайн зони клімат-контролю або задньої частини моделей седан.
Оновлені автомобілі отримали зміни в зовнішності, які включали в себе: нову решітку радіатора, нові фари, новий передній бампер, крила та капот, а також оновлені задні ліхтарі. Моделі купе та седани також отримали невеликий редизайн нижньої частини заднього бампера. На седанах до рестайлінгу стоп-сигнали були поверх ліхтарів заднього ходу та повороту; у версії рестайлінгу ліхтарі заднього ходу та повороту були розташовані поверх стоп-сигналів. Для купе і хетчбека компонування залишилися колишніми; проте лінзи задніх покажчиків повороту стали прозорими/білими замість бурштинових, щоб відповідати ліхтарям заднього ходу (самі лампочки повороту тепер були бурштиновими).
Всередині змінилася центральна консоль. Розсувні елементи керування повітряною системою були замінені на поворотні, що звільнило місце для розміщення збільшеного радіоприймача, який включав касетний програвач або програвач компакт-дисків. Раніше великий розмір елементів керування вентиляцією зменшував розмір радіоприймача, що вимагало додаткового касетного програвача або програвача компакт-дисків у нижній частині консолі.

## Двигуни
- 1,3 л D13B4 Р4
- 1,4 л D14A3 / A4 / A7 / A8 Р4
- 1,5 л D15Z4 Р4
- 1,6 л D16Y4 Р4 ( Австралія)
- 1,6 л D16Y5 / Y7 / Y8 Р4
- 1,6 л B16A2 VTEC Р4 160 к.с.
- 1,6 л B16B VTEC Р4 185 к.с.
- 1,8 л B18C4 Р4
- 2,0 л 20T2N / 2R Р4 diesel

### Японія
В Японії найдешевшим пакетом оздоблення був EL (а також короткий час-спеціальна обробка EL-II), оснащена 1343 кубічним двигуном D13B з 91 к.с. (67 кВт) при 6300 об/хв. Що стосується більшості Civic шостого покоління, це були 16-клапанні SOHC двигуни.
У Японії Civic Ferio SiR оснащувався двигуном B16A другого покоління, тоді як на інші комплектації встановлювались двигуни D15B, D16A або D13B.

### Сполучені Штати
Пакети комплектації CX, DX, VP і LX оснащувалися 1,6-літровим 16-клапанним двигуном SOHC D16Y7 з 4 циліндрами. Він виробляв 106 к.с.(79 кВт) при 6200 об/хв і 140 Н'ютон-метр крутного моменту при 4600 об/хв, зі ступенем стиснення 9,6:1. Уприскування палива було багатоточковим.
Комплектація HX була оснащена 1,6-літровим 4-циліндровим двигуном SOHC VTEC-E з 16 клапанами D16Y5, що працював на збідненій суміші. Показники цього двигуна: 115 к.с. (86кВт) при 6300 об/хв і 141 Н'ютон-метр крутного моменту при 5400 об/хв, зі ступенем стиснення 9,4:1. Уприскування палива було багатоточковим.
Комплектація EX (канадська комплектація Si) була оснащена 1,6-літровим 16-клапанним двигуном D16Y8 SOHC VTEC з 4 циліндрами. Він виробляв 127 к.с. (95кВт) при 6600 об/хв і 145 Н'ютон-метр крутного моменту при 5500 об/хв, зі ступенем стиснення 9,6:1. Уприскування палива було багатоточковим.
Комплектація Si (канадська комплектація SiR) використовувала 1,6-літровий 16-клапанний 4-циліндровий двигун DOHC VTEC B16A2. Він виробляв 160 к.с. (119 кВт) при 7600 об/хв і 150 Н'ютон-метр крутного моменту при 7000 об/хв, зі ступенем стиснення 10,2:1. Уприскування палива було багатоточковим.
Комплектація GX мала двигун D16B5, розроблений для роботи на стисненому природному газі. Він мав ступінь стиснення 12,5:1.

### Австралія
В Австралії більшість комплектацій, наприклад CXi та GLi, постачалися з двигуном D16Y4 ; комплектація седана VTi мала D16Y5, купе VTI — D16Y8, а хетчбек і купе VTi-R EK4 — двигун B16A2.

### Інші ринки
У Великій Британії, Європі та Південній Африці між 1996 і 2000 роками було багато седанів і Аеродеків, оснащених двигунами B16A1, B16A2, B18B і навіть B18C.
На ринок Близького Сходу Civic поставлявся з двигуном D15Z4, потужністю 105 к.с. (78 кВт) для комплектацій LXi та EXi.
На Філіппінах у 1999—2000 роках була випущена високопродуктивна версія Civic під назвою SiR з двигуном B16A2.

## Трансмісії
Більшість комплектацій (DX, LX, EX) були доступні зі стандартною 5-ступінчастою механічною коробкою передач з гідравлічним зчепленням або опціональною 4-ступінчастою автоматичною коробкою передач. Однак Si був доступний лише з 5-ступінчастою механічною коробкою передач. Різні набори передач і головні пари змінювались між комплектаціями і модельними роками.
Комплектація HX пропонувалася з 5-ступінчастою механічною коробкою передач або безступінчатою трансмісією CVT, яка пропонувала три діапазони їзди: D (стандартні передавальні числа для звичайної їзди), S (другорядні передавальні числа для енергійної їзди з високими обертами двигуна) і L (найнижчий коефіцієнт для забезпечення максимального гальмування двигуном і максимальної потужності). Звичайний 4-ступінчастий автомат був недоступний для комплектації HX. Також був виготовлений варіант JDM під назвою Civic RTi, який мав механічну або автоматичну трансмісії в поєднанні з системою повного приводу Honda.

## Кольори фарбувань
Кольори, доступні в США, були такими:
1996: Cyclone Blue Metallic (седан), Cypress Green Pearl (купе та седан), Midori Green Pearl (люк), Granada Black Pearl (люк, купе), Frost White (купе та седан), New Vogue Silver Metallic (люк), Milano Red (купе), Island Coral Pearl (купе і седан) і Roma Red (хетч).

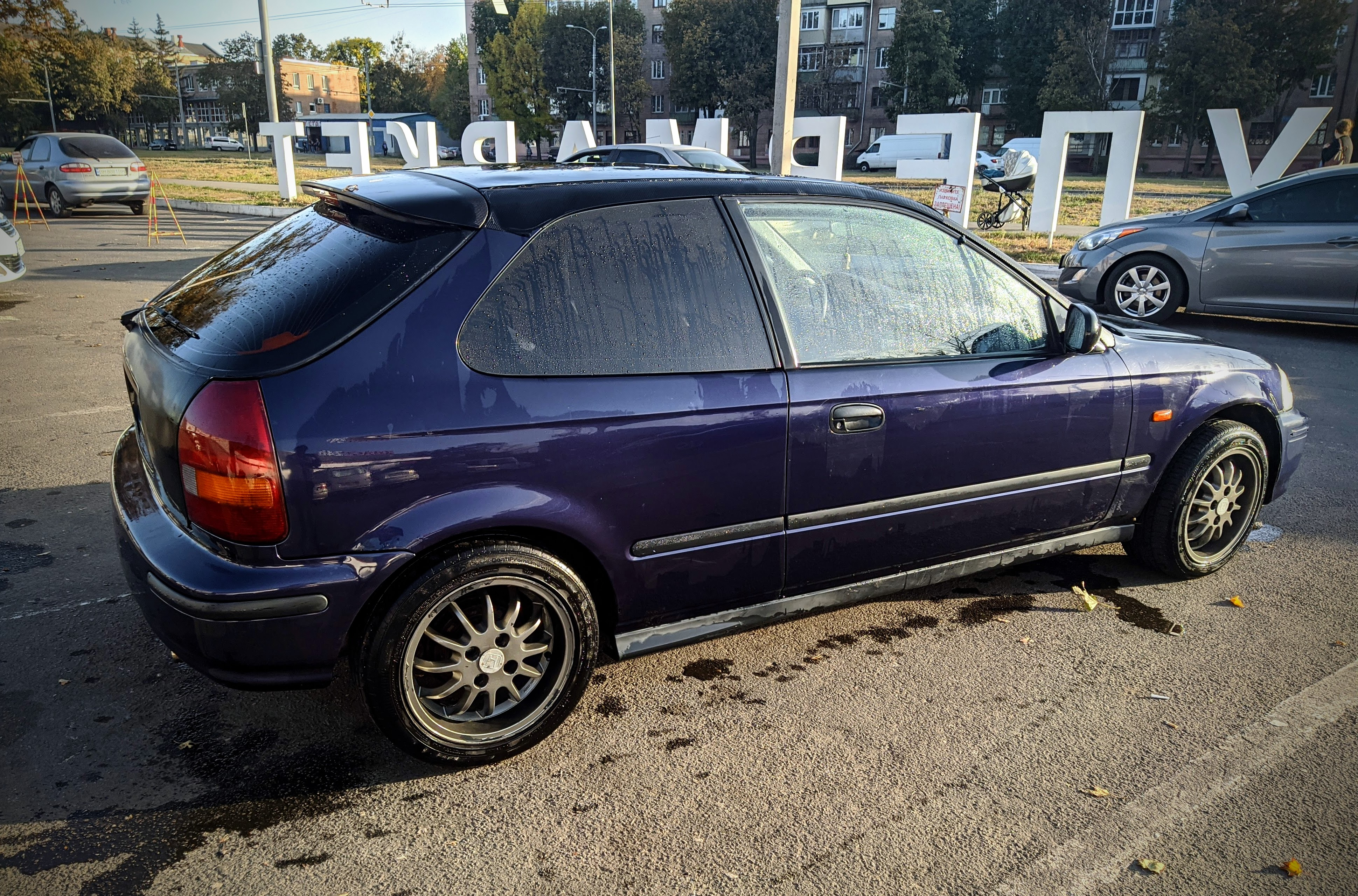
Dark Amethyst Pearl (hatchback)

1997: Cyclone Blue Metallic (DX і LX седан), Cypress Green Pearl (DX і EX купе і седан), Granada Black Pearl (LX і EX седан, купе і DX хетч) Frost White (DX і EX купе і седан), новий Vogue Silver Metallic, Dark Amethyst Pearl (хетч), Milano Red (купе), Inza Red Pearl (LX седан) і Roma Red (хетч).
1998: Cyclone Blue Metallic (седан), Cypress Green Pearl (купе та седан), Taffeta White (купе та седан), New Vogue Silver Metallic, Flamenco Black Pearl, Dark Amethyst Pearl (хетч), Milano Red (купе) та Roma Red (хетч).
1999: Electron Blue Pearl (купе Si), Iced Teal Pearl (седан), Clover Green Pearl (купе та седан), Taffeta White (купе та седан), New Vogue Silver Metallic (хетч), Flamenco Black Pearl (хетч та купе), Dark Amethyst Pearl (хетч), Milano Red (купе) і Roma Red (хетч).
2000: Electron Blue Pearl (купе Si), Iced Teal Pearl (седан), Clover Green Pearl (купе та седан), Taffeta White (купе, хетч і седан), New Vogue Silver Metallic, Flamenco Black Pearl, Milano Red (купе), Roma Red (хетч), Vintage Plum Pearl (седан) і Titanium Metallic (седан).

## Вага
|          | Хетч CX | Хетч CX | Хетч DX | Хетч DX | DX купе | DX купе | HX купе     | HX купе | EX Купе | EX Купе |
| -------- | ------- | ------- | ------- | ------- | ------- | ------- | ----------- | ------- | ------- | ------- |
|          | АКП     | МКП     | АКП     | МКП     | АКП     | МКП     | АКП         | МКП     | АКП     | МКП     |
| 1996 рік | 1042 кг | 1008 кг | 1051 кг | 1017 кг | 1061 кг | 1026 кг | немає даних | 1049 кг | 1140 кг | 1126 кг |
| 1997 рік | 1045 кг | 1015 кг | 1052 кг | 1052 кг | 1030 кг | 1060 кг | 1088 кг     | 1054 кг | 1132 кг | 1116 кг |
| 1998 рік | 1069 кг | 1041 кг | 1085 кг | 1061 кг | 1082 кг | 1062 кг | 1102        | 1071 кг | 1157 кг | 1136 кг |
| 1999 рік | 1099 кг | 1070 кг | 1104 кг | 1083 кг | 1091 кг | 1059 кг | 1109 кг     | 1075 кг | 1161 кг | 1140 кг |
| 2000 рік | 1099 кг | 1070 кг | 1104 кг | 1083 кг | 1091 кг | 1070 кг | 1109 кг     | 1075 кг | 1161 кг | 1140 кг |

|          | DX Седан | DX Седан | LX Седан | LX Седан | EX Седан | EX Седан | Сі Купе | Пакет «Седан». |
| -------- | -------- | -------- | -------- | -------- | -------- | -------- | ------- | -------------- |
|          | АКП      | МКП      | АКП      | МКП      | АКП      | МКП      | МКП     | АКП            |
| 1996 рік | 1075 кг  | 1052 кг  | 1102 кг  | 1083 кг  | 1165 кг  | 1142 кг  |         |                |
| 1997 рік | 1052 кг  | 1075 кг  | 1083 кг  | 1106 кг  | 1165 кг  | 1142 кг  |         |                |
| 1998 рік | 1082 кг  | 1061 кг  | 1115 кг  | 1094 кг  | 1160 кг  | 1139 кг  |         |                |
| 1999 рік | 1083 кг  | 1061 кг  | 1114 кг  | 1093 кг  | 1162 кг  | 1140 кг  | 1185 кг |                |
| 2000 рік | 1083 кг  | 1061 кг  | 1114 кг  | 1093 кг  | 1162 кг  | 1140 кг  | 1185 кг | 1097 кг        |

## Світ

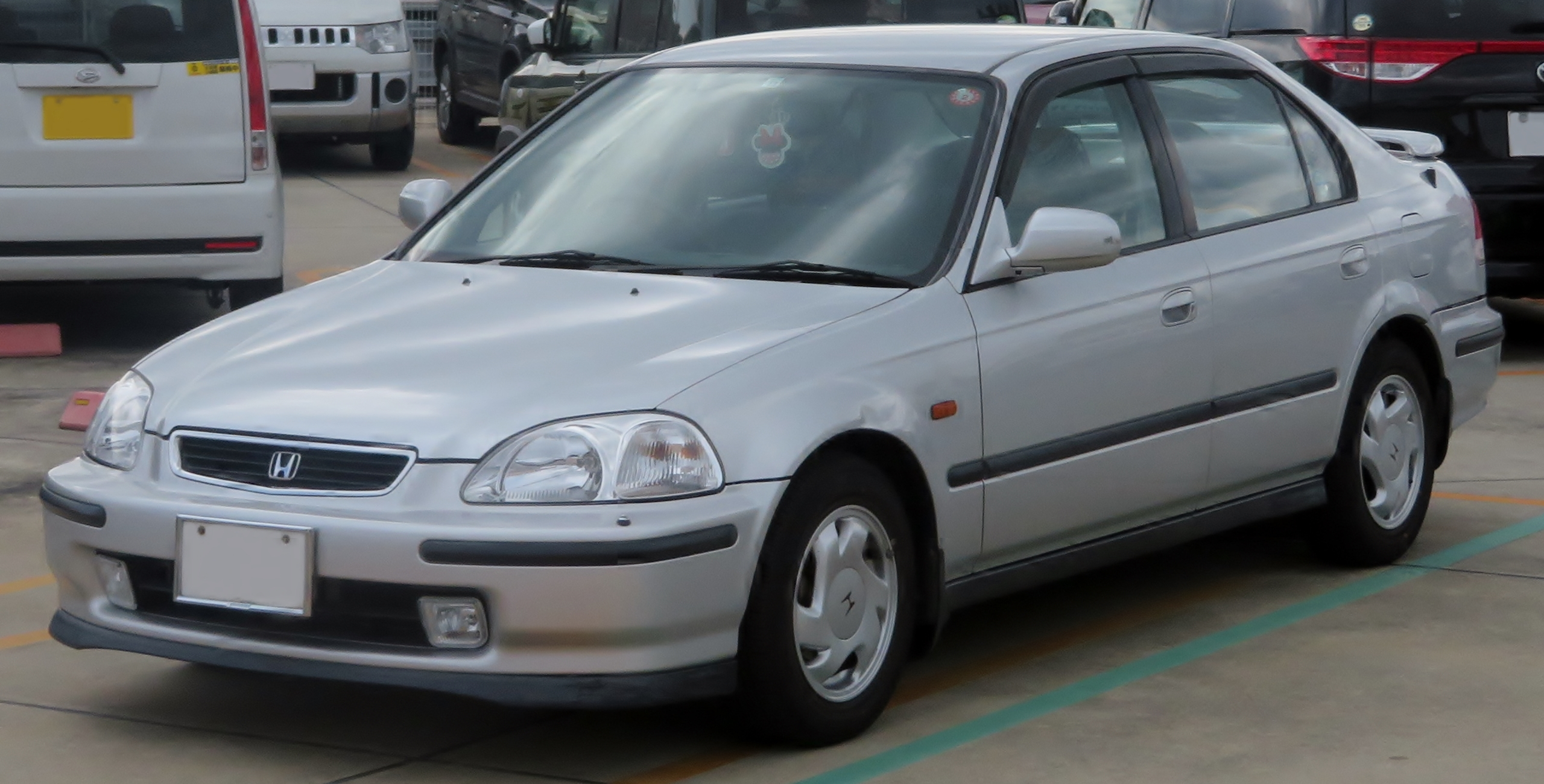

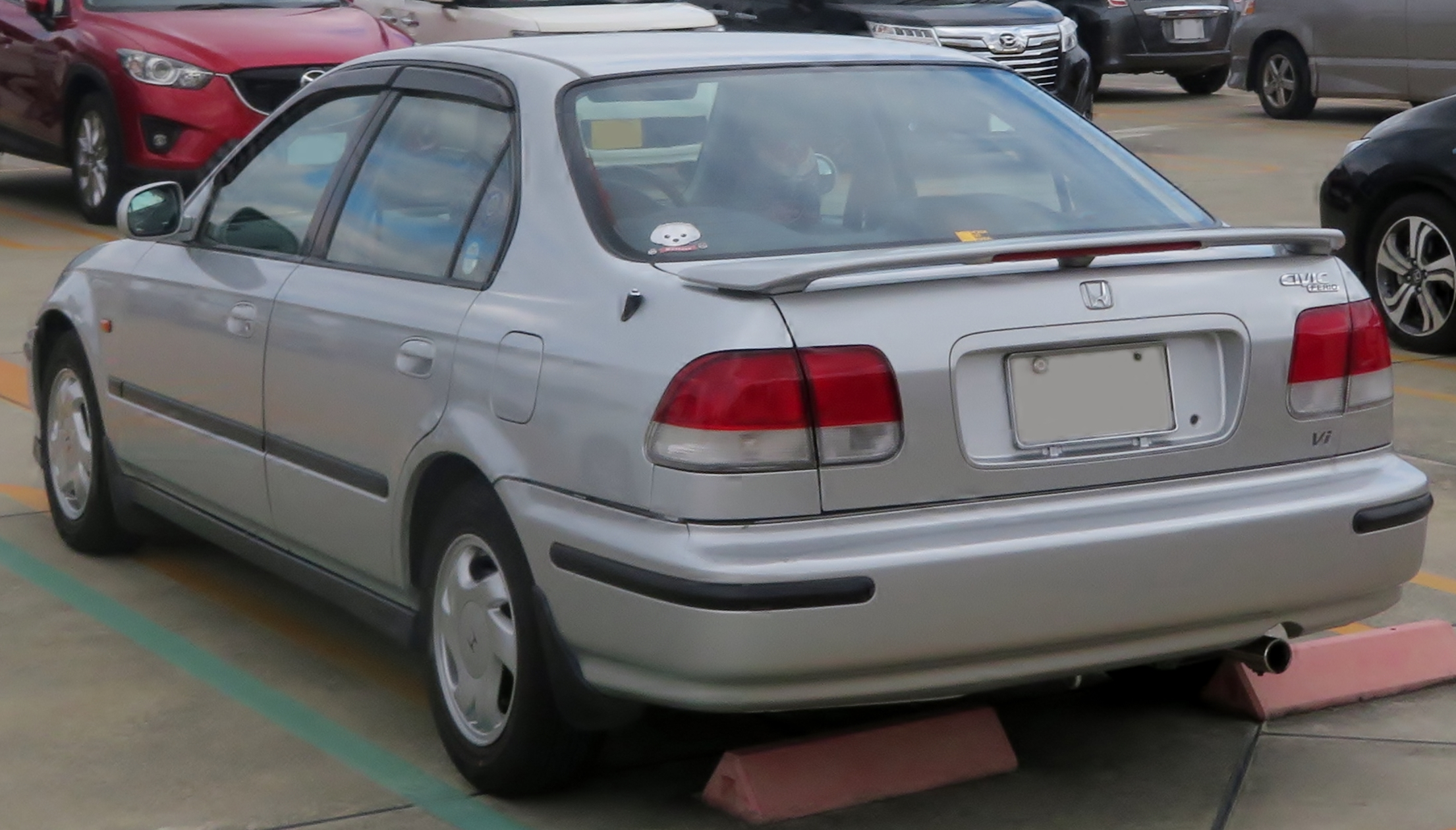
Honda Civic Ferio Vi (EK3, Японія)

### Японія
JDM Civic Sedan (відомий як Civic Ferio Si) мав: 168 к.с. (125 кВт) 1,6-літровий 4-циліндровий двигун DOHC VTEC B16A, задні підголівники, ручка перемикання передач у стилі Integra Type-R, унікальну тканина для сидінь і ті самі 15-дюймові легкосплавні диски, які також з'явилися на ринку Civic Si Coupé 1999—2000 років у США. Інші моделі JDM Ferio включали модель із повним приводом RealTime і заднім склоочисником на седані, чого не було на інших ринках.
Був також Civic Type R, який продавався лише на японському внутрішньому ринку  і був доступний лише як хетчбек з 5-ступінчастою механічна коробка передач з LSD як єдиною доступною трансмісією. Ця модель була оснащена двигуном B16B потужністю 182 к.с. (136 кВт) при 8200 обертах на хвилину), який по суті є зменшеною, але потужнішою версією двигуна B18C від Integra Type R. Шасі отримало позначення ЕК9. EK9 був дуже особливим, оскільки, по суті, базувався на JDM EK4 SiR, але його зняли з виробничої лінії та додатково посилили шасі та корпус. Вага також була ретельно зменшена, щоб створити відчуття легкого гоночного автомобіля. Серед інших доповнень у порівнянні з EK4 були: збільшені гальма, маточина з 5 шпильками, кермо з меншим передаточним числом, спеціально налаштована підвіска, сидіння Recaro, кермо MOMO, титанова ручка перемикання передач, передній спойлер, заднє антикрило, затемнені фари та двигун ручної зборки. Цей двигун мав вручну відполіровану головку блоку циліндрів, полегшений маховик, перероблені профілі кулачків, поршні високого стиску та збалансований колінчастий вал. Коробка передач була оснащена гвинтовим диференціалом підвищеного тертя.

#### Civic Ferio Vi-RS
Вважаючись «екстраспортивною» версією Honda Civic Ferio, 1,5-літровий 4-дверний седан Honda Civic Ferio Vi-RS продавався лише на внутрішньому ринку Японії. Він оснащений 1,5-літровим 4-циліндровим двигуном із трьохступеневою системою VTEC D15B, 5-ступінчастою механічною або варіаторною коробкою передач. Civic Vi-RS мав трипозиційний перемикач, встановлений на правій стороні керма з позначкою D, S1 або S2. Ці параметри впливали на те, який кулачок використовувався, як повітряно-паливна карта блоку керування двигуном застосовувалась та поведінку коробки передач (на автоматах). S2 був найспортивнішим режимом.

### Австралія
Civic був представлений у 1996 році спочатку з двома 1,6-літровими двигунами. Двигун D16Y8 (95 кВт) VTEC був встановлений у купе VTI (EJ8), тоді як двигун без VTEC D16Y4 (88 кВт) був стандартним для всіх моделей GLi та CXi (EK1), з додатковим 4-швидкісним автоматом в обох CXi та GLi або CVT у VTi. Двигун B16A2 VTEC з високою потужністю (118 кВт) був представлений пізніше та доступний у хетчбеку EK4, відомому як VTi-R. У 2000 році кузов Vti-R більше не випускався як хетчбек EK4 і замість цього продавався як купе EM1.

#### Indy Special
Також в Австралії була доступна спеціальна жовта версія EK1 civic під назвою Indy Special. На назву надихнули автомобільні перегони Indy.

### Азіатський SiR-II
З 1996 по 2000 рік Honda випускала Civic SiR-II з двигунами B16A, B16A5 і B16A6, але він був доступний лише на азіатському ринку. Цей двигун виробляв 158 к.с. (118 кВт) при 7800 об/хв і 173 к.с. (129 кВт) з робочим об'ємом 1595 куб.

### Філіппіни
Шосте покоління Civic спочатку було випущено в 1996 році з двома комплектаціями: LXi з 1,5-літровим 4-циліндровим двигуном SOHC D15Z4 і VTi з 1,6-літровим 4-циліндровим двигуном SOHC D16Y5 VTEC-E. Обидва були з передніми дисковими та задніми барабанними гальмами. Трансмісія на вибір була 5-ступінчастою механічною або 4-ступінчастою автоматичною, доступною в обох комплектаціях. Під час модернізації 1999 року була представлена версія SiR. Вона поставлялася з 4-циліндровим двигуном P6ZD1 (B16A2) 1,6 л DOHC VTEC і спочатку був доступний у варіантах Nighthawk Black, Tafetta White і Passion Orange. Згодом з'явилися варіанти кольорів Formula Red і Sunburst Yellow із сріблястими акцентами на центральній консолі. Іншими помітними відмінностями були: сітчаста решітка (подібна до EK9), триспицеве кермо з червоними швами, 15-дюймові легкосплавні диски Enkei (подібні до USDM Si & JDM Vi-RS), ручка перемикання передач зі шкіряною обшивкою (подібна до JDM SiR), передною розпіркою стійок, програвач компакт-дисків Kenwood, більші передні та задні дискові гальма, унікальні кольори тканини салону та додатковий переднім та заднім спойлером. Єдиним вибором трансмісії була 5-ступінчаста механічна.

### Південна Африка
У Південній Африці 3-дверний хетчбек продавався під шильдами «Civic Coupe» (до рестайлінгу) і «Civic» (рестайлінг). 4-дверний седан продавався під табличкою «Балада». У Південній Африці 2-дверне купе Civic (Si) не було доступне. Коди шасі також відрізнялися для інших ринків: SO3 (civic хетчбек) і SO4 (civic седан/Ballade). Type R так і не був випущений на ринок Південної Африки. Також не було доступних двигунів SOHC VTEC. Південноафриканськими моделями були Civic 150i (D15Z4), Civic 160i (D16Y9), Civic VTEC (B16A6), Ballade 150i (D15Z4), Ballade 160i (D16Y9), Ballade 180i (B18B4) і Ballade VTEC (B16A6). Модель VTEC Civic і Ballade були моделлю найвищої специфікації, яку можна було придбати на той час. Хоча моделі VTEC мали менший робочий об'єм, потужність була більшою завдяки системі VTEC. Шкіряні сидіння, електричні склопідйомники та краща продуктивність — усе це було доступно з моделями VTEC (Civic або Ballade). Оскільки на той час Honda в Південній Африці розповсюджувалася компанією Mercedes-Benz SA, багато моделей використовували деякі елементи обробки Mercedes, такі як шкіряне оздоблення та система сигналізації на моделях Ballade і Civic VTEC. Також була випущена версія AMG/Sport Ballade з потужною вихлопною системою, ручкою перемикання передач у стилі Type R і деталями кузова AMG. 

### Європа— MA/MB/MC п'ятидверний Civic / Civic Aerodeck
Заснований на Domani, який, у свою чергу, був механічно схожий на Civic п'ятого покоління, ця версія продавалася в Європі як MA/MB/MC Civic і Civic Aerodeck. Він виготовлявся в п'ятидверних моделях хетчбек і Aerodeck (Універсал) у різних комплектаціях і об'ємах двигуна. Назва Aerodeck раніше використовувалася на Honda Accord Aerodeck, дводверному універсалі, відомому в Європі як шутинг-брейк. Були доступні бензинові двигуни об'ємом 1,4 л (D14A2/A5/A7), 1,5 л (D15Z8/Z6), 1,6 л (D16Y2/Y3, D16W2/W3, D16B2 тощо) і 1,8 л (B18C4). Серед іншого вони були оснащені п'ятидверним кузовом і п'ятдесяти п'яти літровим паливним баком, ABS, подушками безпеки для водія та пасажира, підсилювачем керма та електричними дзеркалами. Більш пізні моделі поставлялися з кондиціонером у стандартній комплектації. Модель 1.8 VTi була флагманською моделлю (докладно описано нижче) з найбільшим бензиновим двигуном, який був доступний на MA/MB/MC Civic. Civic на базі Domani також були доступні з дизельним двигуном Rover L-Series, який був 2-літровим восьмиклапанним двигуном з турбонаддувом і безпосереднім уприскуванням (20T2N, 20T2R); істотне доповнення на європейському ринку. Пізніше дизельні двигуни з'явилися з інтеркулерами. Коди шасі, призначені для цієї моделі та покоління Civic були: MA8, MA9, MB1, MB2, MB3, MB4, MB6, MB7 та MB8 для ліфтбека, тоді як коди шасі Aerodeck: MB9, MC1, MC2, MC3, і MC9. Порівняно з оригінальним Domani, Liftback і Aerodeck мали новий інтер'єр, подібний до салону більш престижного Rover 400. Компанія Honda мала тривале партнерство з групою Rover, у якої на той час не було достатньо коштів для виробництва абсолютно нового автомобіля, що дозволило Rover виготовити власного конкурента в сегменті С на основі дизайну Domani. оболонки та використання багатьох її основ для виробництва Rover 400/45 і пізніше MG ZS. Rover вніс переважно косметичні зміни (зокрема, передні крила/крила, капот, фари, бампери, задні ліхтарі та двері багажника були іншими на Rover, а також більш престижні матеріали салону та більше використання дерева та наклейок), щоб мати абсолютно новий дизайн у виставкових залах, що було дуже економічно ефективним, але думки розділилися серед ентузіастів бренду.

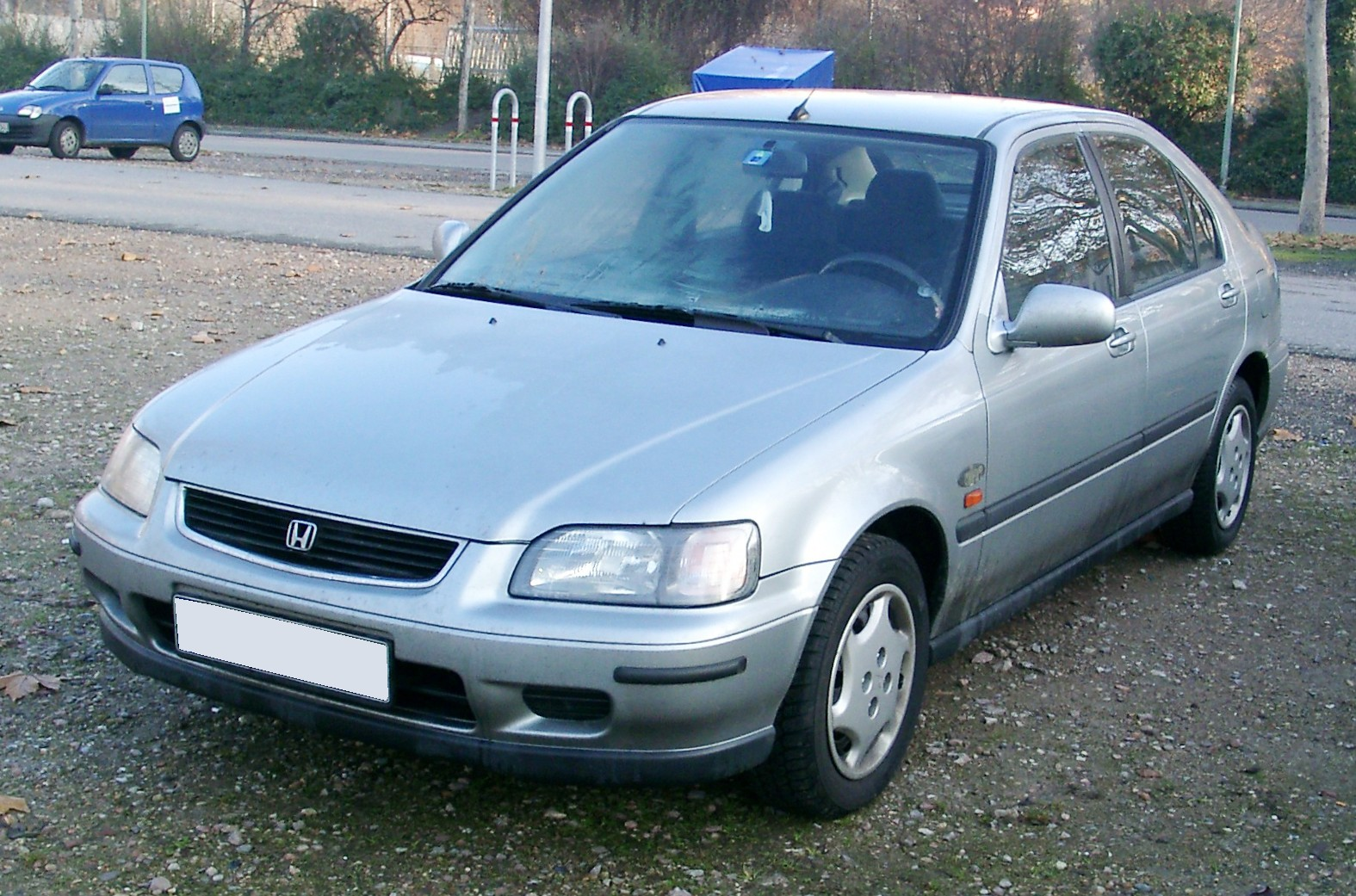
Honda Civic 6 5дв. хетчбек (1995-1997)
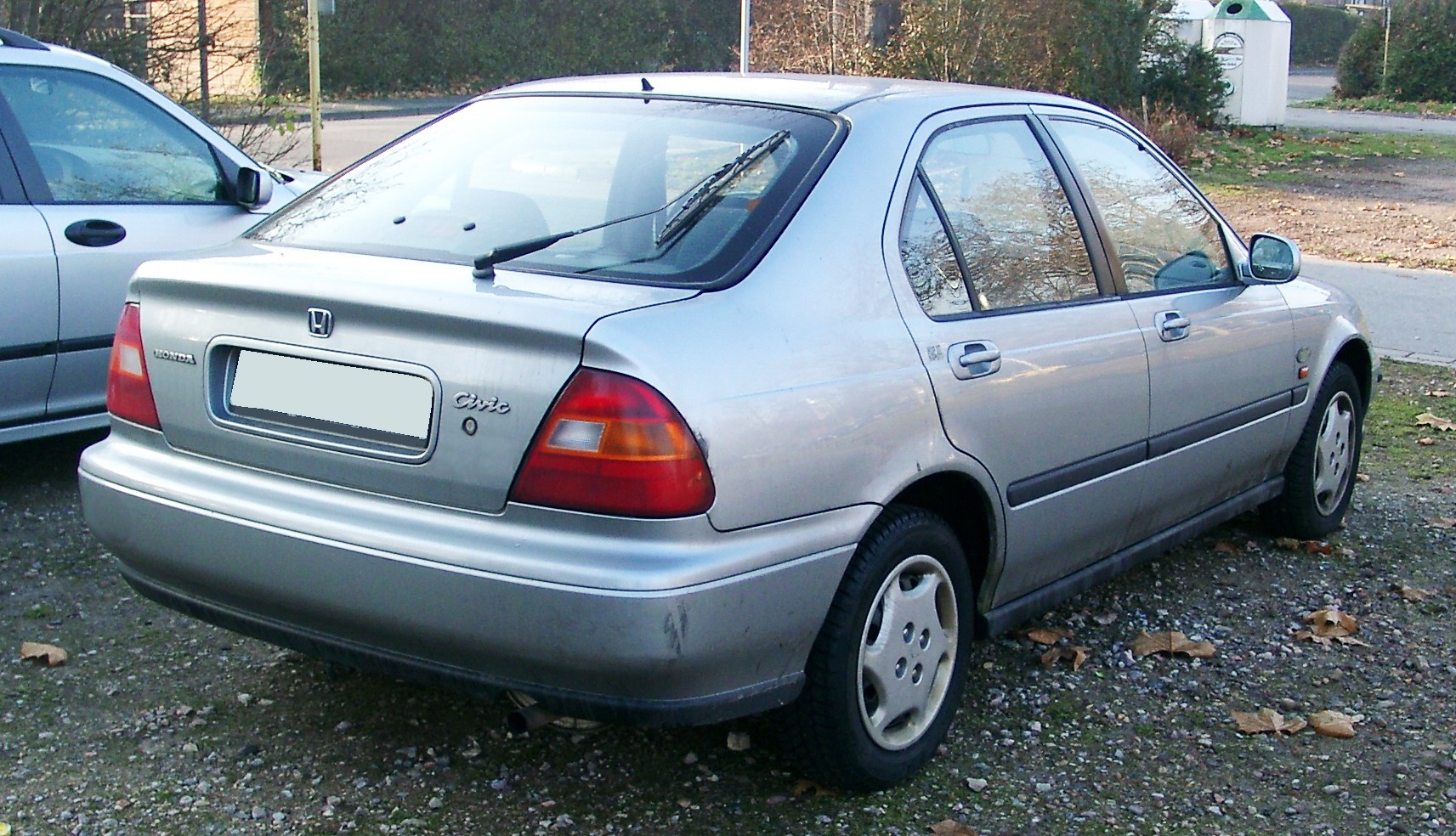
Honda Civic 6 5дв. хетчбек (1995-1997)
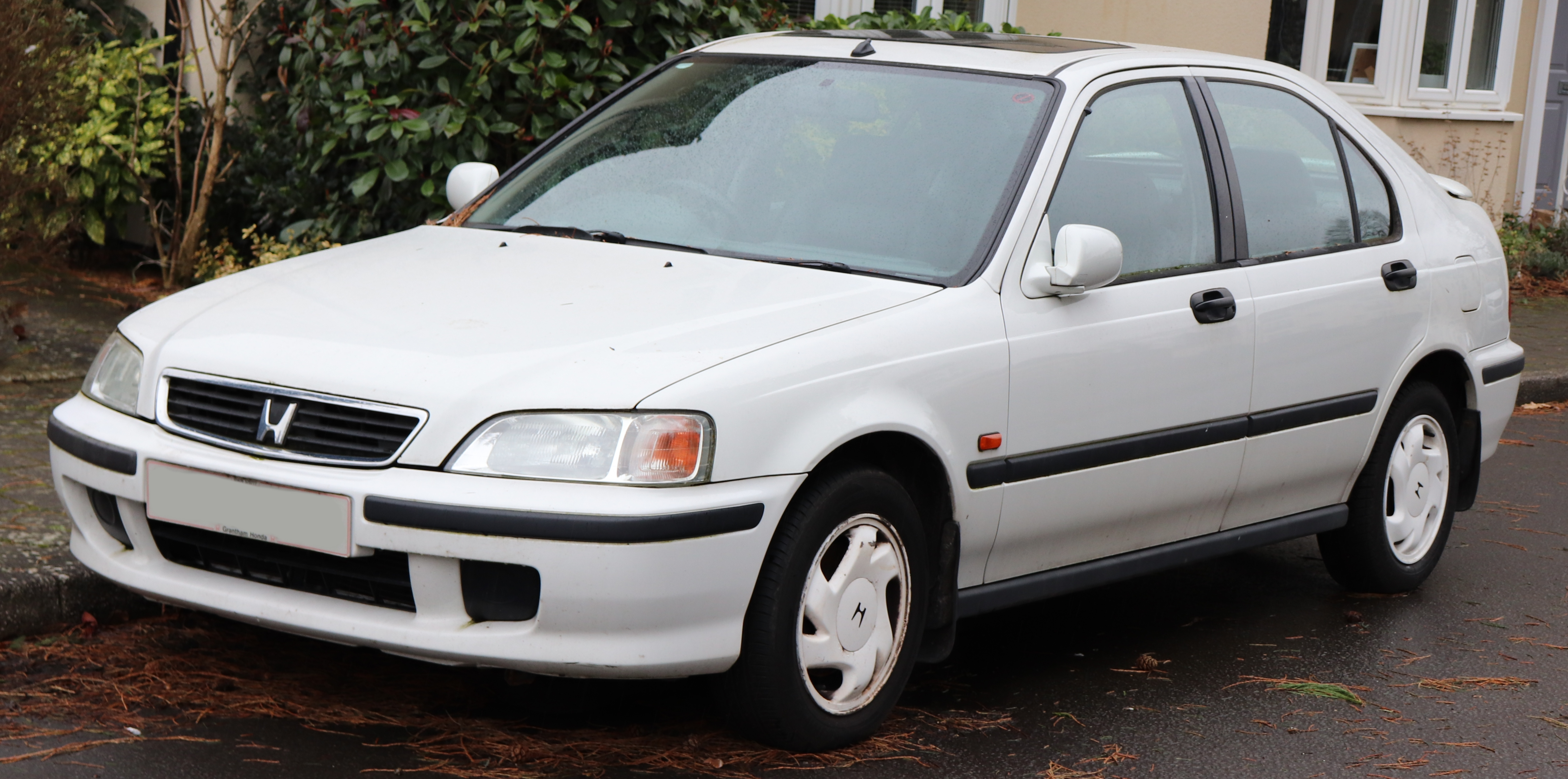
Honda Civic 6 5дв. хетчбек (1997-2001)
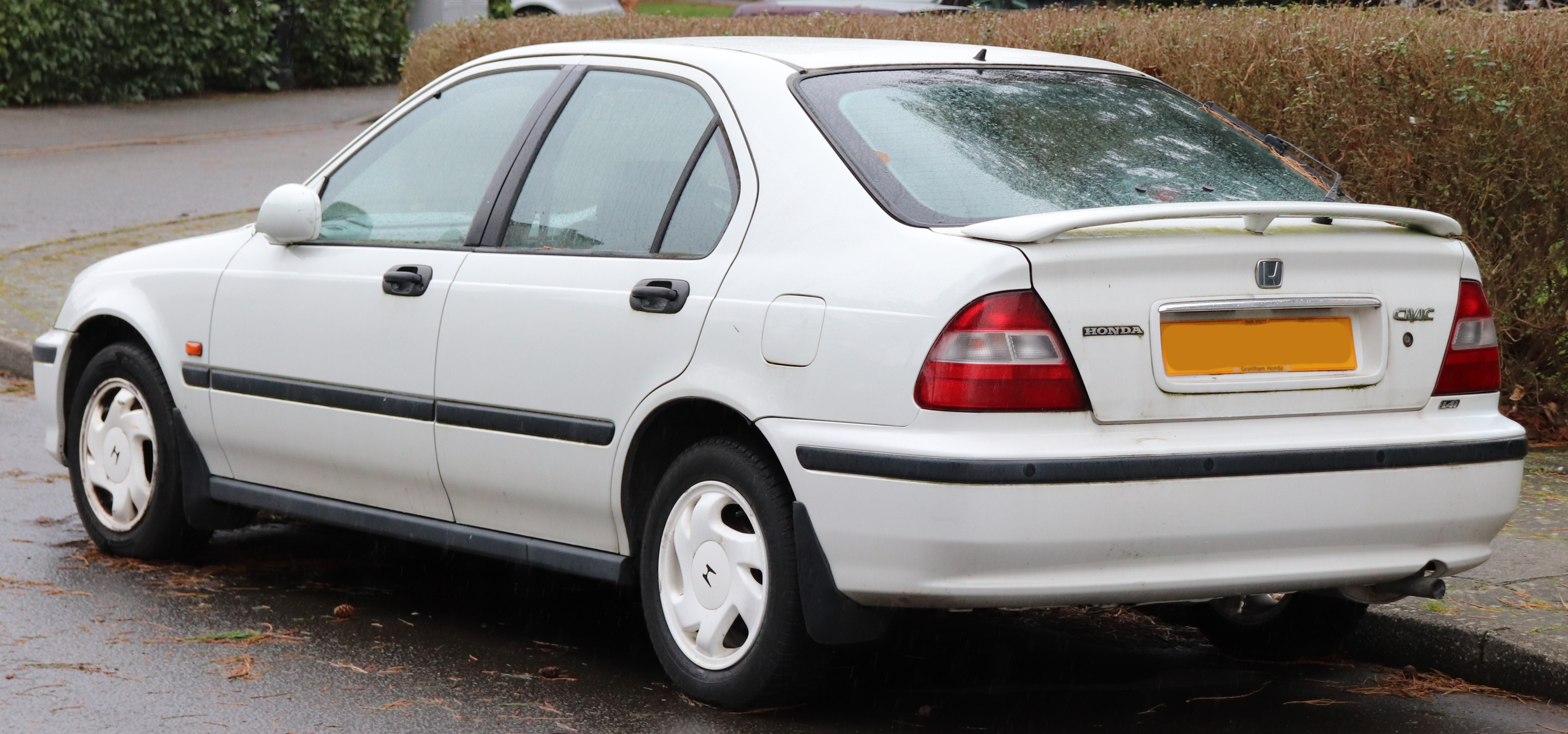
Honda Civic 6 5дв. хетчбек (1997-2001)
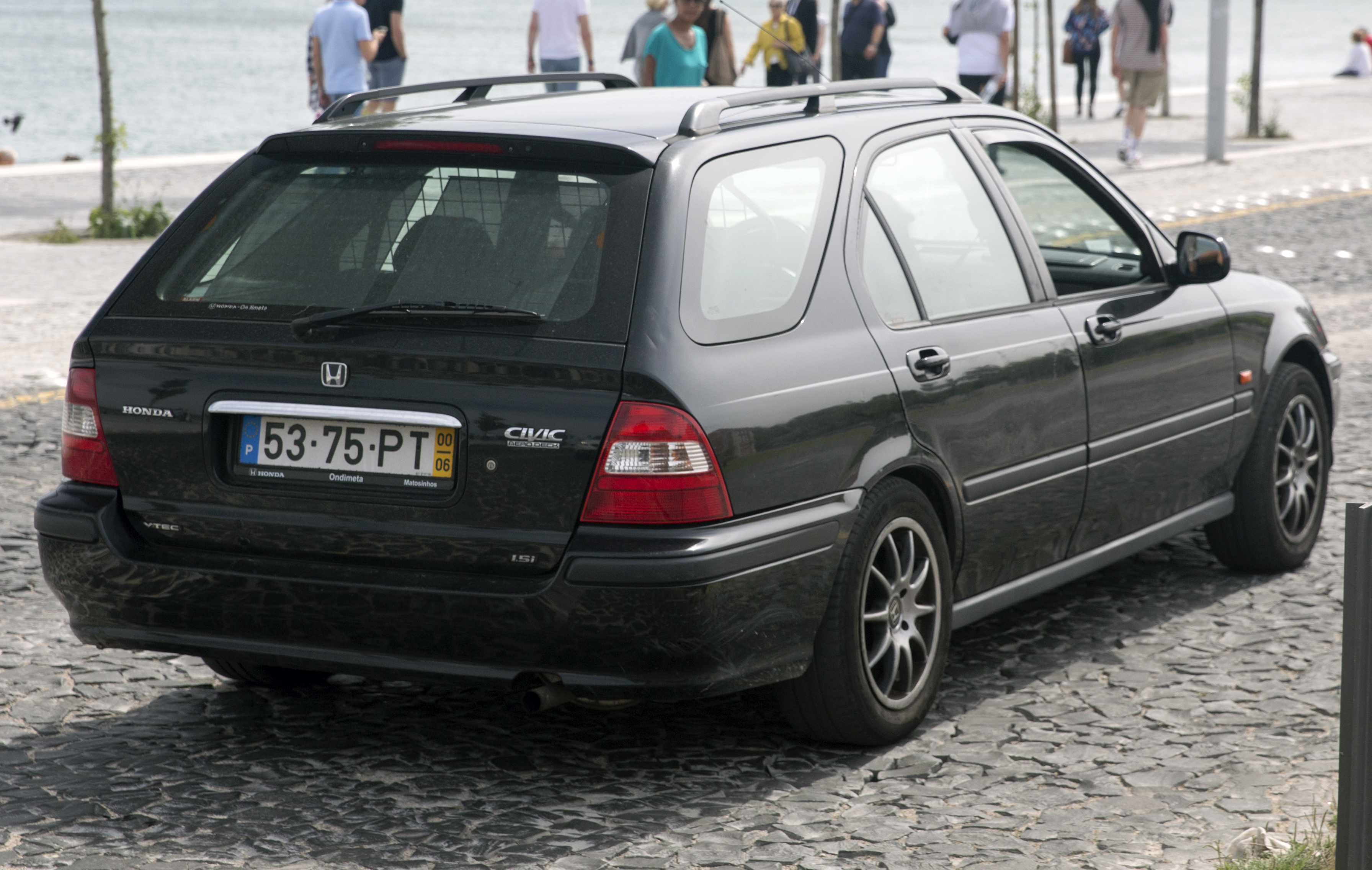
Honda Civic Aerodeck (1998-2001)

#### 1.8 /1.6 VTi
Як і в усіх моделях Honda того часу, VTi означав включення технології Honda VTEC. На задніх дверях, а також на передньому/задньому бамперах і бічних порогах (у моделях VTI-S) був значок VTi на задній частині та наклейки «DOHC VTEC». У 1996 році була представлена модель VTi, а потім обмежена серія VTI-S. VTI випускався в двох різних комплектаціях — DOHC 1.6 VTi хетчбек і седан (двигун B16A2) і DOHC 1.8 VTi п'ятидверний (з більшим B18C4). Автомобіль 1.6 VTi насправді був трохи швидшим у прискоренні, ніж 1.8 через різні передавальні числа. 1.6 був легшим двигуном у легшій машині, допомагаючи зменшити розгін 0-60 миль/год (97 км/год) приблизно на 0,3 секунди. Передні/задні дискові гальма були стандартними для всіх версій VTi/VTi-S. П'ятидверні версії (VTi/VTi-S) включали диференціал підвищеного тертя Torsen, що означало, що вони швидше виходили з поворотів, ніж 1.6 (тридверна) завдяки можливості ефективнішого прискорення з поворотів.
1.8 VTi Civic поставлявся з безліччю стандартного обладнання, деяке з якого було недоступне на тридверних (1.6) еквівалентах. Стандартна специфікація 1.8 включає: Екстер'єр: передня губа/спойлер, задній спойлер багажника з вбудованим стоп-сигналом, омивачі фар, люк з електроприводом, дзеркала, дверні ручки, передні та задні бампери в колір кузова, передні протитуманні фари та легкі 5-спицеві легкосплавні диски Speedline.
Інтер'єр: унікальні напівшкіряні сидіння в спортивному стилі (повна шкіра — опція), передні/задні електричні склопідйомники, бічні дзеркала з підігрівом, кондиціонер, регулятор освітлення приладової панелі, передні та задні підголівники та шкіряне кермо з червоною строчкою.

#### Обмежені видання у Великобританії
VTi-S
5-дверний MB6 VTi-S був виготовлений обмеженою партією в 500 екземплярів кожного типу кузова, і продавався лише в кольорі Honda «Pirates Black» з бамперами в колір кузова. VTI-S покращив зовнішній вигляд стандартного 5-дверного Civic VTi з більш вираженою передньою губою, а також задньою губою на бамперах, а також іншими бічними порогами. Специфікація VTi-S також включала хромо-алюмінієву ручку коробки передач (сріблясто-чорний пластик на пізніших моделях VTiS), килимки VTI-S і значок на дверях багажника. Він також був оснащений легкими 15-дюймовими легкосплавними дисками Speedline Chrono з поділеними спицями. Пізніші моделі VTi-S оснащувалися легкими легкосплавними дисками Speedline «fan». Крім цього, він ідентичний звичайному VTi. Циферблати приладів на більш пізніх моделях VTi-S дещо змінилися, тепер з курсивними цифрами.
3-дверний EK4 VTi-S був випущений лише в 1998 році, і за цей час було випущено 200 одиниць, усі з номерними знаками «R». Як і MB6 VTi-S, EK4 VTi-S базувався на стандартному хетчбеку VTi, відмінності полягали в чорному фарбуванні Starlight Black, передньому та задньому бамперах/бокових накладках, задньому середньому спойлері, 15-дюймових легкосплавних дисках Speedline Chrono, Панель приладів використовувала білу нумерацію на спідометрі, покажчику палива тощо, а не помаранчево-червону, як у звичайному VTi, однак вона все ще зберегла червоні стрілки. Значки на багажнику, на яких написано «Honda», «Civic», «1.6VTi» та «VTEC», були замінені одним значком VTi-S, а також була рукоятка коробки передач із легкого сплаву та килимки VTi-S. Механічно та з точки зору продуктивності він ідентичний звичайному EK4 VTi. Через проблему з процесом реєстрації багато справжніх VTi-S' були в журналах не як VTi-S, а як VTi, а звичайні VTi Civic були зареєстровані як VTi-S; ця проблема також торкнулася спеціального випуску EK4 Civic Jordan, деякі з яких також були зареєстровані як VTi-S.
Civic Jordan

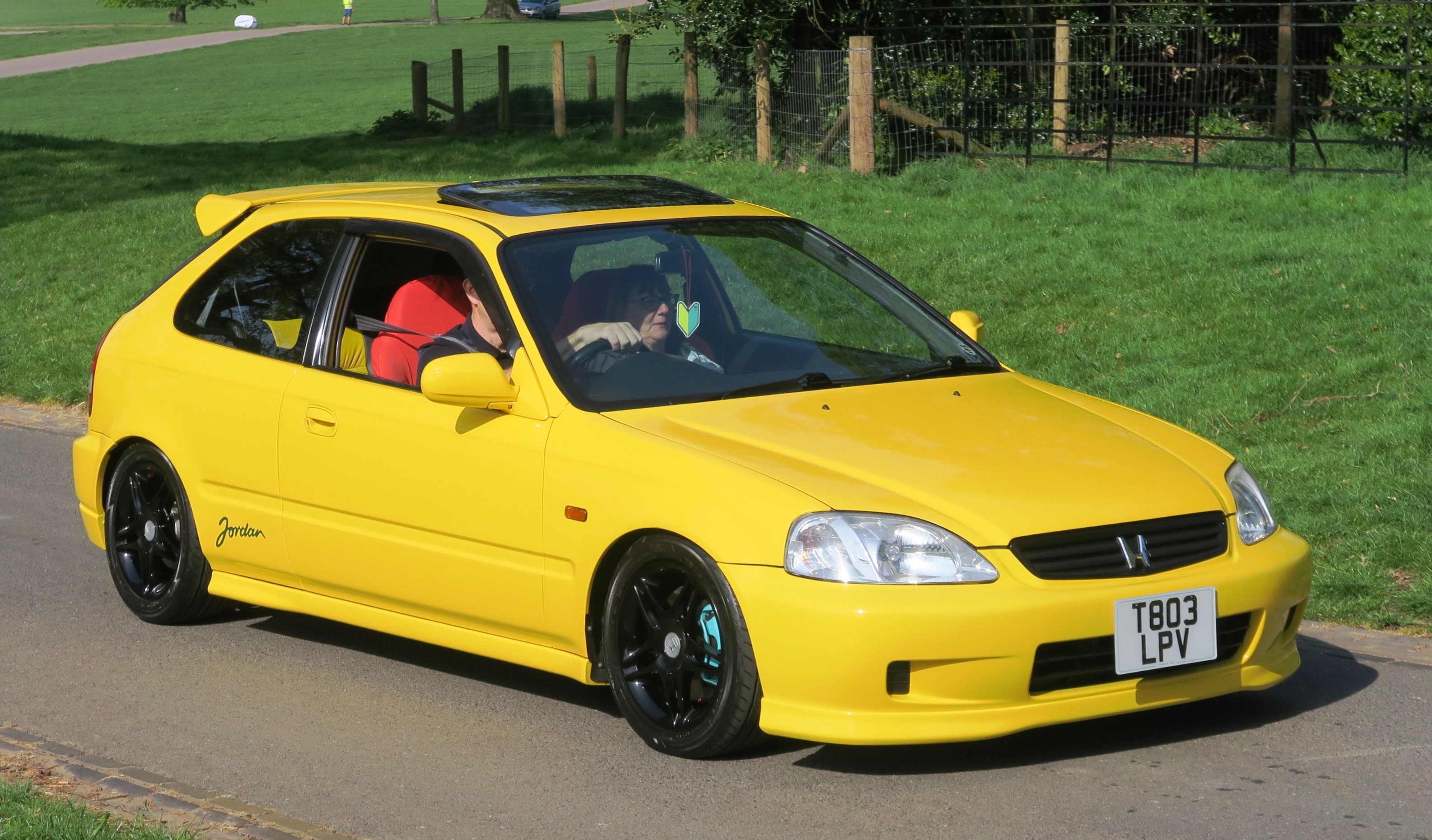
Honda Civic Jordan

На честь команди Honda (Mugen) Jordan F1 спеціальна обмежена серія Honda Civic VTi (3-дверна модель EK4) випущена тиражом у 500 автомобілями з табличкою з власним підписом Едді Джордана з вибитим унікальним номером на центральній консолі. Цей автомобіль продавався у 1999—2000 роках. Він мав ті самі базові характеристики, що й EK4 VTi, але додаткове включало: жовту фарбу, жовто-чорний шкіряний салон, наклейки Jordan на боках і ззаду автомобіля, а також вшиті на сидіннях і килимках. Як і Renault Clio Williams, команда Jordan не брала участі в розробці автомобіля.

#### Rover 400, 45 та MG ZS
Компанія Rover розробила ці автомобілі на базі Honda Domani European Civic, використовуючи власні двигуни. Вироблені у Великій Британії моделі зі особливим стилем та інтер'єром були націлені в основному на британський ринок. Ранні автоматичні моделі 400 використовували двигун Honda 1.6 D-серії, перенесений з R8 Rover 200/400, тим часом Honda використовувала конкурентоспроможний дизель Rover серії L для європейського Civic цього покоління.